# Эльсдорф-Вестермюлен
Эльсдорф-Вестермюлен (нем. Elsdorf-Westermühlen) — община в Германии, в земле Шлезвиг-Гольштейн. 
Входит в состав района Рендсбург-Экернфёрде. Подчиняется управлению Хонер Харде.  Население составляет 1673 человека (на 31 декабря 2010 года). Занимает площадь 27,48 км².